# Epicordulia princeps
Epicordulia princeps är en trollsländeart. Epicordulia princeps ingår i släktet Epicordulia och familjen skimmertrollsländor.

## Underarter
Arten delas in i följande underarter:
- E. p. princeps
- E. p. regina